# Eulaiades sicardi
Eulaiades sicardi är en skalbaggsart som beskrevs av Marc Lacroix 1997. Eulaiades sicardi ingår i släktet Eulaiades och familjen Melolonthidae. Inga underarter finns listade i Catalogue of Life.